# 日本史エピソダス
日本史エピソダス（にほんしエピソダス）は、テレビ朝日系列で2010年と2011年の2回放送された特別番組。

## 概要
日本史を全く知らない、興味が無い女性を相手に人物のエピソードを話して、スゴイと認めてもらう。1回目は一般人女性50人を相手に全員からスゴイと認めてもらうかを目指し、2回目は女性ゲストからいくつスゴイを認めてもらえるかを人物別に競う。

## 出演者
- カンニング竹山
- 島田秀平
- 高橋英樹
- 田村淳（ロンドンブーツ1号2号）
- 山中秀樹

## 監修・補佐
- 金谷俊一郎（歴史ナビゲーター・作家）
- 河合敦（歴史研究家・作家）